# Myrsine ouameniensis
Myrsine ouameniensis är en viveväxtart som först beskrevs av Maurice Schmid, och fick sitt nu gällande namn av Ricketson och Pipoly. Myrsine ouameniensis ingår i släktet Myrsine och familjen viveväxter. Inga underarter finns listade i Catalogue of Life.